# Пон-Аван
Пон-Ава́н (фр. Pont-Aven) — муніципалітет у Франції, у регіоні Бретань, департамент Фіністер. Населення — 2813 осіб (01.01.2021).
Муніципалітет розташований на відстані близько 470 км на захід від Парижа, 160 км на захід від Ренна, 31 км на південний схід від Кемпера.

## Демографія
Динаміка населення (Cassini ):
Розподіл населення за віком та статтю (2006):
| Стать | Всього | До 15 років | 15-24 | 25-44 | 45-64 | 65-85 | Понад 85 |
| --- | ------ | ----------- | ----- | ----- | ----- | ----- | -------- |
| Чоловіки | 1356   | 226         | 76    | 363   | 350   | 313   | 28       |
| Жінки | 1586   | 251         | 116   | 375   | 337   | 439   | 68       |
| \| Статево-вікова піраміда \| Статево-вікова піраміда \| Статево-вікова піраміда \| \| ----------------------- \| ----------------------- \| ----------------------- \| \| Чоловіки \| Вік \| Жінки \| \| 28 \| 85 + \| 68 \| \| 56 \| 80-84 \| 88 \| \| 60 \| 75-79 \| 105 \| \| 76 \| 70-74 \| 109 \| \| 121 \| 65-69 \| 137 \| \| 80 \| 60-64 \| 84 \| \| 109 \| 55-59 \| 117 \| \| 68 \| 50-54 \| 68 \| \| 93 \| 45-49 \| 68 \| \| 109 \| 40-44 \| 89 \| \| 93 \| 35-39 \| 137 \| \| 93 \| 30-34 \| 101 \| \| 68 \| 25-29 \| 48 \| \| 32 \| 20-24 \| 52 \| \| 44 \| 15-20 \| 64 \| \| 77 \| 10-14 \| 73 \| \| 60 \| 5-9 \| 93 \| \| 89 \| 0-4 \| 85 \| |        |             |       |       |       |       |          |
| Статево-вікова піраміда |        |             |       |       |       |       |          |
| Чоловіки | Вік    | Жінки       |       |       |       |       |          |
| 28 | 85 +   | 68          |       |       |       |       |          |
| 56 | 80-84  | 88          |       |       |       |       |          |
| 60 | 75-79  | 105         |       |       |       |       |          |
| 76 | 70-74  | 109         |       |       |       |       |          |
| 121 | 65-69  | 137         |       |       |       |       |          |
| 80 | 60-64  | 84          |       |       |       |       |          |
| 109 | 55-59  | 117         |       |       |       |       |          |
| 68 | 50-54  | 68          |       |       |       |       |          |
| 93 | 45-49  | 68          |       |       |       |       |          |
| 109 | 40-44  | 89          |       |       |       |       |          |
| 93 | 35-39  | 137         |       |       |       |       |          |
| 93 | 30-34  | 101         |       |       |       |       |          |
| 68 | 25-29  | 48          |       |       |       |       |          |
| 32 | 20-24  | 52          |       |       |       |       |          |
| 44 | 15-20  | 64          |       |       |       |       |          |
| 77 | 10-14  | 73          |       |       |       |       |          |
| 60 | 5-9    | 93          |       |       |       |       |          |
| 89 | 0-4    | 85          |       |       |       |       |          |

## Економіка
2010 року серед 1594 осіб працездатного віку (15—64 років) 1141 була активною, 453 — неактивними (показник активності 71,6%, у 1999 році було 65,8%). З 1141 активної мешканців працювало 1015 осіб (523 чоловіки та 492 жінки), безробітними було 126 (61 чоловік та 65 жінок). Серед 453 неактивних 109 осіб було учнями чи студентами, 192 — пенсіонерами, 152 були неактивними з інших причин.

У 2010 році в муніципалітеті числилось 1362 оподатковані домогосподарства, у яких проживали 2867,0 особи, медіана доходів виносила 17 825 євро на одного особоспоживача

## У масовій культурі
Пон-Аван (в іншій транскрипції — Понт-Авен) є місцем дії детективного роману німецько-французького письменника Жана-Люка Банналека «Бретонські стосунки» (Bretonische Verhältnisse; 2012) із серії «Комісар Жорж Дюпен»; твір також  відомий у перекладах під назвою «Курортне вбивство». Історія міста, зокрема «Школи Понт-Авена», та творчість Поля Ґоґена, який неодноразово мешкав тут, відіграють суттєву роль у колізіях роману. У тексті твору згадано багато реальних топонімів та визначних місць Пон-Авана й сусідніх населених пунктів. 